# TP-Link
TP-Link е международна IT компания със седалище в Сингапур.
Основана е през 1996 г. и фокусът ѝ е главо към мрежовото оборудване. Според анализатори това е доставчик номер 1 на Wi-Fi устройства, обслужващ над 170 държави в целия свят.
Продуктите, част от портфолиото на TP-Link, включват:
- рутери;
- суичове;
- охранителни камери;
- адаптери;
- IoT устройства за дома.

Компанията си партнира с редица институции, като през 2024 г. осигурява устройства с технологията Wi-Fi 7 за Малайския университет, с което той става първият държавен университет в страната, който разполага с тази технология.